# Odontosoria krameri
Odontosoria krameri är en ormbunkeart som beskrevs av Fraser-jenk. Odontosoria krameri ingår i släktet Odontosoria och familjen Lindsaeaceae. Inga underarter finns listade.